# 윤은영
정하린(1984년~)은 대한민국의 배우이다. 2010년 MBC 드라마 황금물고기로 데뷔하였다.

## 학력
- 볼쇼이발레학교

## 출연작
- 2010년 황금물고기-효원 역
- 2011년 불굴의 며느리